# Markuszowa (przystanek kolejowy)
Markuszowa – przystanek kolejowy na granicy miejscowości Markuszowa, Tułkowice i Kożuchów, w powiecie strzyżowskim, w województwie podkarpackim, w Polsce. Położony jest na linii Rzeszów – Jasło.
Przystanek został oddany do użytku w 2018.

## Ruch pasażerski
| Rok  | Wymiana pasażerska na dobę |
| ---- | -------------------------- |
| 2017 | –                          |
| 2022 | 20-49                      |